# Zwölffingerdarm

Verdauungsapparat des Menschen

Der Zwölffingerdarm, lateinisch Duodenum, ist der erste kurze Abschnitt des Dünndarms. Er ist beim Menschen ca. 30 cm lang, was etwa zwölf Fingerbreiten entspricht (daher der Name). Seine Form entspricht beim Menschen dem Aussehen eines C, bei vierfüßigen Säugetieren eines nach vorn offenen Hufeisens. Er umrandet den Kopf der Bauchspeicheldrüse und ist mit der Bauchhöhle an der Rückwand verwachsen. In das Duodenum münden der Gallengang sowie der Haupt- und, wenn vorhanden, auch der zusätzliche Ausführungsgang der Bauchspeicheldrüse.

## Anatomie
Das Duodenum bildet die Form eines nach links offenen Cs, in Höhe von dessen Konkavität der 2. Lendenwirbelkörper liegt. Sein Anfangsteil wird beim Menschen als Pars superior, bei Tieren als Pars cranialis bezeichnet. Er entspringt am Pylorus („Pförtner“ des Magens), ist über das Ligamentum hepatoduodenale mit der Leber verbunden (siehe Omentum minus) und liegt als einziger Abschnitt innerhalb des Peritoneums (intraperitoneal). Beim Menschen ist die Pars superior zu einer Ampulla duodeni (klinisch: Bulbus duodeni) erweitert und der Übergang zum Jejunum durch das Ligamentum suspensorium duodeni fixiert. Bei Huftieren ist die Pars cranialis S-förmig gebogen (Flexura sigmoidea) und steigt an der rechten Bauchwand zur Leberpforte auf.
Die Pars superior endet mit einer Krümmung (Flexura duodeni superior bzw. cranialis), setzt sich in den absteigenden Teil (Pars descendens) fort und von nun an liegen die übrigen Abschnitte des Duodenums beim Menschen sekundär retroperitoneal. Der Anfangsteil der Pars descendens besitzt bei Säugetieren eine seichte Schleimhautfalte (Plica longitudinalis duodeni), auf der die Papilla duodeni major (Syn. Vater-Papille), eine Erhebung mit der gemeinsamen Mündung des Ductus pancreaticus und des Ductus choledochus, sitzt. Die Pars descendens zieht abwärts, wo sich das Duodenum in der Flexura duodeni inferior bzw. caudalis erneut wendet. Dieser untere Teil wird auch als Pars horizontalis, bei Tieren als Pars transversa bezeichnet. Das Duodenum setzt sich nun als aufsteigender Teil (Pars ascendens) fort und geht an der Flexura duodenojejunalis (Zwölffingerdarm-Leerdarm-Biegung) in das Jejunum über.
In vielen Fällen kann über der üblichen Gallenmündung, der Papilla duodeni major, ein weiterer Gang aus dem Pankreas (Bauchspeicheldrüse) in die Papilla duodeni minor münden. Dieser Gang wird als Ductus pancreaticus accessorius (Syn. Santorini-Gang) bezeichnet.
Gefäßversorgung
Arteriell wird das Duodenum über die Arteria gastroduodenalis (aus der Arteria hepatica communis aus dem Truncus coeliacus) versorgt, die in ihrem weiteren Verlauf die Arteria supraduodenalis und die Arteriae pancreaticoduodenales superiores anterior et posterior abgibt. Vor allem die letzten beiden Arterien sind für den Großteil der Versorgung des Duodenums verantwortlich. Diese bilden Anastomosen mit Gefäßzweigen der Arteria pancreaticoduodenalis inferior, die aus der Arteria mesenterica superior stammt.
Der venöse Abfluss aus der Pars superior erfolgt über die Vena pancreaticoduodenalis superior in die Pfortader (Vena portae hepatis). Der übrige Teil des Zwölffingerdarms fließt über die Arterien begleitende Venen ab, die entweder in die Vena mesenterica superior oder direkt in die Pfortader einmünden.

## Funktion
Siehe Dünndarm

## Histologie

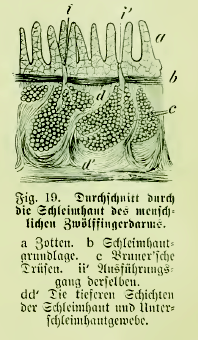
Schematischer Aufbau der Schleimhaut

Das Duodenum zeigt den für alle Organe des Magendarmtraktes typischen Aufbau. Diese gliedert sich in Schleimhaut (Tunica mucosa), Tela submucosa, Muskelschicht (Tunica muscularis) und Tunica adventitia (retroperitoneal) bzw. serosa (intraperitoneal).
Die Schleimhaut gliedert sich von innen (Darmlumen) nach außen in:
- Lamina epithelialis aus hochprismatischem Epithel, welches hauptsächlich aus Mikrovilli tragenden Enterozyten besteht. Weiterhin kommen Becherzellen, Paneth-Zellen, enteroendokrine Zellen und M-Zellen vor.
- Lamina propria mucosae aus lockerem Bindegewebe mit einer Lamina muscularis mucosae, einer zirkulär angeordneten Schicht glatter Muskulatur, die eine Feinanpassung an den Darminhalt erlaubt. Sie stellt die Grenze zur darunterliegenden Tela submucosa dar.

Die Tela submucosa besteht aus lockerem Bindegewebe und dient als Verschiebeschicht zwischen Schleimhaut und Muskelschicht. Außerdem enthält sie Blutgefäße, Lymphgefäße, den Plexus submucosus und als Besonderheit des Duodenums sogenannte Brunner-Drüsen (Glandulae duodenales).
Die Muskelschicht gliedert sich in eine innere Ring- und eine äußere Längsmuskelschicht (Stratum circulare und Stratum longitudinale). Die Aufgabe der Muskulatur besteht in der Erzeugung der Darmperistaltik, wobei eine Kontraktion der Ringschicht das Darmlumen einengt und eine Kontraktion der Längsschicht den Darm verkürzt. Zwischen Ring- und Längsmuskelschicht befinden sich in einer dünnen Bindegewebsschicht Gefäße und die Nervenfasern des Plexus myentericus.

## Untersuchung

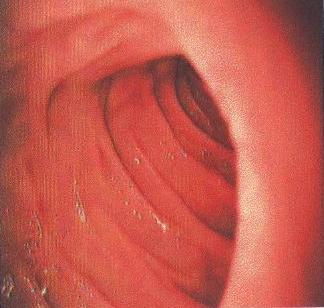
Endoskopische Sicht

Im Jahr 1918 begründete Åke Olof Åkerlund (1887–1958) die Röntgendiagnostik des Zwölffingerdarms. Die Untersuchung des Duodenums erfolgt heute sinnvollerweise in der Regel mit einem flexiblen Endoskop, da damit gleichzeitig Gewebsproben (Biopsien) entnommen werden können. Dies wird als Duodenoskopie bezeichnet. Meist werden der Magen (Gastroduodenoskopie) und der angrenzende Teil des Dünndarms (Duodenojejunoskopie) mituntersucht. Mittels einer Duodenalsonde kann der Duodenalinhalt zwecks Untersuchung auf Krankheitserreger oder zur Ruhigstellung abgeleitet oder eine Ernährung unter Umgehung des Kau- und Schluckapparats und des Magens ermöglicht werden.

## Krankheiten
Das Duodenum ist medizinisch besonders durch das recht häufige Zwölffingerdarmgeschwür (Ulcus duodeni) von Bedeutung. Etwa 2 % der Bevölkerung bekommen im Laufe ihres Lebens ein solches Geschwür.
Weitere Erkrankungen sind:
- Duodenaldivertikel
- Duodenitis
- Duodenalstenose
- Duodenalatresie
- Duodenaltumoren: Duodenalkarzinom
- Duodenalkompression z. B. beim Arteria-mesenterica-superior-Syndrom oder dem Vena-mesenterica-superior-Syndrom